# День відкритих дверей (Канада)
День відкритих дверей, англ. Doors Open Canada — загальноканадська програма доступу до національного культурного надбання. У містах — партнерах даної програми кожне літо в певну пару вихідних днів (субота і неділя) ряд будівель, які або зазвичай закриті для широкої публіки (міністерства, посольства, храми різних релігій, заводи і лабораторії), або стягують плату за вхід (театри, музеї, галереї мистецтв), відкривають двері для безкоштовного доступу для широкої публіки.
В ряд будівель, в зв'язку з високим інтересом відвідувачів та/або заходами безпеки, доступ здійснюється тільки за попереднім записом, який закінчується задовго до Днів відкритих дверей. До таких будівель належать, зокрема, Посольство США в Канаді.

## Міста-учасники програми
Поруч з назвою міста вказаний рік вступу в програму.
- Брамптон, Онтаріо 2007
- Брандон, Манітоба 2004
- Бригас і Кьюпидс, Ньюфаундленд і Лабрадор 2005
- Вікторія, Британська Колумбія 2008
- Вінніпег, Манітоба 2006
- Грімсбі, Онтаріо 2011
- Калгарі, Альберта 2003
- Консепшн-Бей-Саут, Ньюфаундленд і Лабрадор 2006
- Корнер-Брук, Ньюфаундленд і Лабрадор 2006
- Корнуолл і Сиуэй-Веллі, Онтаріо 2003
- Лондон, Онтаріо 2002
- Ньютаун, Ньюфаундленд і Лабрадор 2004
- Оттава, Онтаріо 2002
- Періс, Онтаріо 2005
- Плэсенша, Ньюфаундленд і Лабрадор 2005
- Річмонд, Британська Колумбія 2004
- Саскатун, Саскачеван 2005
- Сент-Джонс, Ньюфаундленд і Лабрадор 2003
- Торонто, Ontario, 2000
- Трініті-Брайт, Ньюфаундленд і Лабрадор 2006
- Вотерлу, Онтаріо 2003
- Уайтхорс, Юкон 2005
- Хэдлимэнд, Онтаріо 2011